# Guilty Gear Xrd
Guilty Gear Xrd (яп. ギルティギア イグザード Гирути Гиа Игудза:до, сокращённо GGXrd) — видеоигра в жанре файтинг, разработанная внутренней командой Team RED в составе японской компании Arc System Works во главе с геймдизайнером Дайсукэ Исиватари; шестнадцатая игра во франшизе Guilty Gear и пятая в основной серии игр, следующая по сюжету за Guilty Gear 2: Overture.
Первая итерация Guilty Gear Xrd, носящая подзаголовок Sign (стилизовано -SIGN-), вышла на аркадных автоматах на платформе Sega RingEdge 2 в феврале 2014 года; в декабре того же года состоялся релиз игры на игровых консолях PlayStation 3 и PlayStation 4 в Японии и Северной Америке; в июне 2015 года — цифровой релиз в Европе; в декабре этого же года — релиз на ПК (ОС Microsoft Windows) через сервис Steam. После выхода домашних версий игра была отмечена позитивными отзывами критиков за качественную сел-шейдерную графику и в известной мере доступный геймплей; в то же время в числе недостатков были отмечены отсутствие интерактивного элемента в сюжетном режиме и весьма небольшой (в сравнении с предыдущими файтингами в серии) набор доступных персонажей.
Следующая итерация игры, носящая подзаголовок Revelator (стилизовано -REVELATOR-) и продолжающая сюжетную линию Sign, вышла на аркадных автоматах в августе 2015 года; релиз на домашних платформах состоялся в течение 2016 года.

## Игровой процесс

### Общая характеристика
Как и её предшественница, Guilty Gear Xrd использует трёхмерную графику, будучи разработана на движке Unreal Engine 3, но в отличие от неё, игра остаётся двухмерным файтингом, использующим сэл-шейдерную анимацию и ограниченное количество анимации для придания моделям персонажей схожести с двухмерными спрайтами.
Как и прежде, после выбора одного из доступных персонажей игроку предлагается победить противника (компьютерного либо другого игрока) в бою, состоящем из нечётного количества раундов. Против оппонента можно использовать удары разной степени мощности, броски и комбинации ударов (комбо), выполняемые движениями джойстика и нажатиями на кнопки управления. Персонажи могут быть безоружными или иметь холодное оружие; тем не менее, оружие не включено в боевую систему в той же мере, как, например, в играх серий Samurai Showdown или Soul: его нельзя сломать, потерять или подобрать снова, оно используется исключительно для того, чтобы разнообразить анимацию приёмов; следовательно, с точки зрения игровой механики безоружные и вооружённые персонажи абсолютно идентичны. Метательное оружие в игре отсутствует, но тем не менее, некоторые персонажи способны бросать в оппонента различные предметы или сгустки энергии (проджектайлы).

### Режимы игры
Консольная версия Guilty Gear Xrd -Sign- предлагает игроку несколько режимов, из которых основные объединены в четыре категории:
- Network Mode (с англ. — «Режим сетевой игры») — позволяет игрокам проводить матчи посредством сетевых сервисов на соответствующих платформах (PlayStation Network в консольных версиях и Steam в компьютерной соответственно). Включает в себя два режима игры: Player Match (с англ. — «матч между [двумя] игроками») и Ranked Match (с англ. — «матч на рейтинг»).
- Practice Mode (с англ. — «Режим практики») — объединяет под собой четыре режима:
  - Training (с англ. — «Тренировка») — режим тренировки, в пределах которого можно свободно регулировать поведение противника и отрабатывать на нём удары.
  - Tutorial (с англ. — «Обучение») — ознакомление игрока с основными правилами игры;
  - Mission (с англ. — «Миссии») — включает в себя запрограммированные бои, симулирующие боевую ситуацию;
  - Challenge (с англ. — «Испытания») — фокусируется на исполнении комбо различных уровней сложности.
- Battle Mode (с англ. — «Режим битвы») — объединяет под собой три режима:
  - Arcade (с англ. — «Аркада») — бой с восемью компьютерными противниками поочерёдно с боссом в качестве финального противника; единственный режим помимо сюжетного, в котором раскрываются детали сюжета.
  - Versus — бой с другим игроком «вживую» либо с компьютерным противником.
  - M.O.M. (от англ. Medal Of Millionaires — с англ. — «Медаль миллионеров») — продвинутый по сравнению с Guilty Gear XX вариант традиционного режима выживания, в котором игрок зарабатывает медали, которые в этой инкарнации режима могут быть теперь использованы для улучшения параметров персонажа.
- Story Mode (с англ. — «сюжетный режим») — представлен в форме катсцен, объединённых в несколько глав, раскрывая в полной мере основную сюжетную линию, отталкиваясь от действия сюжета в аркадном режиме. Игрок может поставить игру на паузу в этом режиме, чтобы просмотреть глоссарий понятий, относящихся к сеттингу.

### Боевая система
При наличии некоторых вновь введённых техник, в основе своей боевая система игры продолжает скоростную манеру ведения боя, характерную для предыдущих файтингов в серии, в то же время отказываясь от функций, введённых в обновлённых версиях Guilty Gear XX, таких как Force Break и Slashback. За основные атаки в игре отвечают пять кнопок: удар рукой (P — Punch), удар ногой (K — Kick), взмах оружием (S — Slash) и сильный взмах оружием (HS — Heavy Slash); ещё одна кнопка отвечает за универсальную механику Dust, дополненную в GGXrd, и ещё одна кнопка — Taunt — позволяет игроку посредством одноимённой функции как унизить соперника, так и проявить к нему уважение. Блокирование ударов в игре выполняется простым отходом назад.
Помимо этих базовых атак, каждый персонаж обладает довольно значительным набором специальных и суперприёмов (по внутренней терминологии — Overdrive) — в среднем по 8-10 атак на персонажа. Суперприёмы отличаются от специальных мощностью, а также тем, что при выполнении расходуют 50 % энергии, запасённой в энергетической шкале (Tension), которая отображается внизу экрана. Помимо вышеозначенных, бо́льшая часть продвинутых техник атаки и защиты, связанных с использованием энергетической шкалы — Faultless Defence, системы прерываний, Instant Kill и иных — вернулась (в частично изменённой форме) в GGXrd; также возвратилась и шкала Burst, работающая в своей основе по тем же правилам, что и в Guilty Gear XX.

## Персонажи
Первоначальная аркадная версия Guilty Gear Xrd -Sign- включала в себя 14 персонажей, из которых 13 (двенадцать вернувшихся из прошлых игр серии и один новый персонаж) изначально были доступны для игры; позднее ранее неиграбельный босс одиночного прохождения был сделан доступным для игры. Впоследствии, с выходом игры на домашних платформах и последующими обновлениями, общее число их составило 17. Ещё шесть персонажей было введено после выпуска Guilty Gear Xrd -Revelator- на аркадных автоматах; в консольных изданиях последней в настоящий момент имеется 23 игровых персонажа.

### Новые персонажи
- Бэдмен (яп. ベッドマン Бэддоман, англ. Bedman)[K 2] — наёмник из мира снов, способный использовать мысли своих оппонентов против них[9][10][11].
- Лео Уайтфэнг (яп. レオ·ホワイトファング Рэо Ховайтофангу, англ. Leo Whitefang)[K 3] — один из трёх союзных королей Иллирии, давний знакомый Кая Киске[12].
- Рамлетал Валентайн (яп. ラムレザル バレンタイン Рамуредзару Барентайн, англ. Ramlethal Valentine)[K 2] — посланница из Закулисья, первоначально направленная сущностью Беспощадного Апокалипсиса истребить человечество[13].
- Эльфельт Валентайн (яп. エルフェルト バレンタイン Эруферуто Барентайн, англ. Elphelt Valentine)[K 3] — «сестра» Рамлетал; в начале сюжетной линии — союзница главных героев, в тайне посланная следить за ними[14].
- Джек-О Валентайн (яп. ジャック・オー・バレンタイン Дзякку-О Барентайн, англ. Jack-O Valentine)[K 4] — одна из трёх служителей Того Человека, создателя Механизмов[15].
- Кум Хэхён (яп. 琴 慧弦 (クム＝ヘヒョン) Куму Хэхён, англ. Kum Haehyun)[K 5] — молодая кореянка, способная управлять потоками ци и ведущая бой изнутри механического «тела»[16].
- Ансвер (яп. アンサー Ансва, англ. Answer) — бизнесмен с навыками ниндзя, друг Чиппа и глава его избирательной кампании на пост президента С.Ш.А..

### Вернувшиеся персонажи

#### Вернувшиеся вSign
| - Сол Бэдгай - Кай Киске - Миллия Рэйдж - Веном - Чипп Зануфф - Мэй - Потёмкин | - Аксель Лоу - И-Но - Фауст - Слэйер - Зато-1 - Син Киске |

#### Вернувшиеся вRevelator
| - Джонни - Джем Курадобери - Рэйвен - Диззи |

Вернувшиеся в Rev 2
| - Байкен |

## Отзывы и продажи
| Сводный рейтинг    | Сводный рейтинг                                    |
| Агрегатор          | Оценка                                             |
| ------------------ | -------------------------------------------------- |
| GameRankings       | 85,13 % (Sign) 84,59 % (Revelator) 85,00 % (Rev 2) |
| Metacritic         | 84/100                                             |
| Иноязычные издания |                                                    |
| Издание            | Оценка                                             |
| Destructoid        | 9/10                                               |
| Edge               | 9/10                                               |
| EGM                | 8,5/10                                             |
| GamesRadar+        | 3,5/5                                              |
| GameTrailers       | 8,5/10                                             |
| Hardcore Gamer     | 4/5                                                |
| IGN                | 8,5/10                                             |
| Play (UK)          | 93 %                                               |
| Engadget           | 3,5/5                                              |
| Metro GameCentral  | 8/10                                               |
| Paste              | 9/10                                               |
| USGamer            | [ 34 ]                                             |
| GamesTM            | 8/10                                               |
| Награды            |                                                    |
| Издание            | Награда                                            |
| Giant Bomb         | Best-looking Game                                  |

Летом 2018 года, благодаря уязвимости в защите Steam Web API, стало известно, что точное количество пользователей сервиса Steam, которые играли в GUILTY GEAR Xrd -REVELATOR- хотя бы один раз, составляет 124 487 человек.